# Nowoiwnyćke
Nowoiwnyćke (ukr. Новоівницьке) – wieś na Ukrainie, w obwodzie żytomierskim, w rejonie żytomierskim, w hromadzie Wołycia. W 2023 liczyła 1627 mieszkańców.